# 塞卡赫
塞卡赫是德国巴登-符腾堡州的一个市镇。总面积27.85平方公里，总人口4283人，其中男性2179人，女性2104人（2011年12月31日），人口密度154人/平方公里。